# Стаффорд Рейнджерс
ФК «Стаффорд Рейнджерс» (англ. Stafford Rangers Football Club) — англійський футбольний клуб з міста Стаффорд, заснований у 1876 році. Виступає в Національній лізі Півночі. Домашні матчі приймає на стадіоні «Марстон Роуд», потужністю 4 000 глядачів.